# Dopolavoro Interaziendale Italo Gambacciani Sezione Calcio 1938-1939
Questa voce raccoglie le informazioni riguardanti il Dopolavoro Interaziendale Italo Gambacciani Sezione Calcio nelle competizioni ufficiali della stagione 1938-1939.

## Rosa
| N. |                   | Ruolo | Calciatore        |
| -- | ----------------- | ----- | ----------------- |
|    | Italia (bandiera) |       | Mario Allorini    |
|    | Italia (bandiera) |       | Vasco Artigiani   |
|    | Italia (bandiera) | P     | Ascanio Assirelli |
|    | Italia (bandiera) |       | Antonio Biagini   |
|    | Italia (bandiera) | C     | Emilio Cantini    |
|    | Italia (bandiera) | A     | Carlo Castellani  |
|    | Italia (bandiera) |       | Renzo Del Guerra  |
|    | Italia (bandiera) |       | Enrico Gereschi   |
|    | Italia (bandiera) |       | Fiore Lenzi       |
|    | Italia (bandiera) |       | Gino Logli        |

| N. |                   | Ruolo | Calciatore          |
| -- | ----------------- | ----- | ------------------- |
|    | Italia (bandiera) | A     | Dino Lazzeri        |
|    | Italia (bandiera) |       | Pier Franco Monacci |
|    | Italia (bandiera) | P     | Vittorio Mori       |
|    | Italia (bandiera) | C     | Giulio Moriani      |
|    | Italia (bandiera) |       | Saverio Puccinelli  |
|    | Italia (bandiera) | D     | Hervè Romboli       |
|    | Italia (bandiera) | C     | E. Romolini         |
|    | Italia (bandiera) | D     | Ulrico Sani         |
|    | Italia (bandiera) | A     | Antonio Vojak       |